# Wexford Festival Opera
Wexford Festival Opera (irlandese: Féile Ceoldráma Loch Garman)  è un festival dell'opera che si svolge nella città di Wexford nell'Irlanda sud-orientale durante i mesi di ottobre e novembre.
Il festival iniziò nel 1951 sotto Tom Walsh e un gruppo di amanti dell'opera che suscitò rapidamente un notevole interesse programmando opere insolite e rare, un tipico festival che mette in scena tre opere. Questo concetto è stato mantenuto nella storia dell'azienda sotto la direzione di sette diversi direttori artistici. Fin dall'inizio, la compagnia ha abbracciato giovani cantanti nuovi e in arrivo, molti dei quali irlandesi, ma includeva anche nuovi nomi internazionali che hanno fatto la loro prima apparizione lì.
Negli anni '60 le opere ceche e russe entrarono nel repertorio, mentre gli anni '70 videro un interesse per le opere di Jules Massenet sotto la direzione di Thomson Smillie, seguito da un'enfasi sulle opere italiane dalla fine di quel decennio. Tuttavia, nel mix sono apparse opere più moderne di Benjamin Britten e Carlisle Floyd, mentre il mandato di 12 anni di Elaine Padmore ha portato più cantanti internazionali a fare le prime apparizioni e l'inizio di registrazioni commerciali e trasmissioni radiofoniche.
David Agler, direttore artistico dal 2005, ha supervisionato la creazione di un nuovo teatro dell'opera con strutture migliorate sul sito del teatro originale.

## Origini, crescita e sviluppo del festival
Sotto il suo direttore fondatore, Tom Walsh, Wexford iniziò una costante scalata al successo internazionale. Gli successe una varietà di persone di talento che mantennero e ampliarono la filosofia di base del festival.

### Tom Walsh, dal 1951 al 1966
Le origini del festival dell'opera risiedono in una visita in Irlanda nel novembre 1950 di Sir Compton Mackenzie, il fondatore della rivista The Gramophone, ed erudito scrittore di musica, che tenne una conferenza al Wexford Opera Study Circle. Mackenzie ha suggerito al gruppo di mettere in scena un'opera nel proprio teatro, il Theatre Royal (successivamente sede permanente del Festival fino al 2005), un teatro che riteneva particolarmente adatto alla produzione di alcune opere.
Il risultato fu che un gruppo di amanti dell'opera (tra cui il dottor Tom Walsh che sarebbe diventato il primo direttore artistico del festival) pianificò un "Festival della musica e delle arti" (come fu inizialmente chiamato l'evento) dal 21 ottobre al 4 novembre 1951 Il clou è stata una produzione del 1857 del compositore irlandese del XIX secolo Michael William Balfe, The Rose of Castille, un'opera poco conosciuta che era stata citata anche da James Joyce nell'Ulisse con un gioco di parole (Balfe è probabilmente meglio conosciuto per La ragazza boema).
Mettersi da parte dalle famose opere durante i suoi primi anni ha posto Wexford in una posizione unica nel mondo in crescita dei festival lirici, e questa mossa è stata supportata da noti critici come l'influente Desmond Shawe-Taylor di The Sunday Times, che comunicava ciò che accadeva ogni stagione autunnale.
Durante il suo primo decennio, Wexford ha offerto a un pubblico sempre più entusiasta e informato rarità come Der Wildschütz di Lortzing e opere oscure (per quel tempo) come La sonnambula di Bellini sono state messe in scena, con Marilyn Cotlow come Adina e Nicola Monti come Elvino. Bryan Balkwill, Charles Mackerras e John Pritchard erano tra i giovani direttori, lavorando con produttori e designer successivamente famosi come Michael MacLiammoir. Per l'epoca, i risultati furono sbalorditivi e il festival attirò presto importanti talenti operistici, sia nuovi che affermati.
Sempre più spesso è stato possibile reclutare cantanti come Nicola Monti, Afro Poli, Franco Calabrese e Paolo Pedani oltre a stelle nascenti britanniche e irlandesi come Heather Harper, Bernadette Greevy, Thomas Hemsley e Geraint Evans.
A causa dei lavori di ristrutturazione del Teatro, la stagione 1960 non ebbe luogo, ma alla sua riapertura fu presentato nel settembre 1961 l'Ernani di Verdi.
I problemi nell'ottenere la Radio Éireann Light Orchestra (ora RTÉ Concert Orchestra) portarono al coinvolgimento della Royal Liverpool Philharmonic per questa stagione, mentre l'anno successivo la Radio Éireann Symphony (ora RTÉ National Symphony Orchestra) si trasferì nella fossa, ruolo che ha mantenuto fino al 2005.
L'amico Fritz del 1962 portò alla ribalta internazionale le talentuose giovani cantanti irlandesi Veronica Dunne e Bernadette Greevy, mentre altri nomi illustri degli anni '60 includevano Mirella Freni ne I puritani di Bellini . Il Don Quichotte di Massenet è stato un altro pezzo forte nel 1965 con il veterano basso Miroslav Cangalovic nei panni del vecchio cavaliere di Cervantes.
Albert Rosen, un giovane direttore d'orchestra di Praga, ha iniziato una lunga collaborazione con la compagnia nel 1965, e ha continuato a dirigere diciotto produzioni Wexford. Successivamente è stato nominato Direttore Principale della RTÉ Symphony Orchestra ed è stato Direttore Laureato al momento della sua morte nel 1997.

### Brian Dickie, dal 1967 al 1973
Nel 1967, a Walter Legge, produttore discografico della EMI e fondatore della Philharmonia Orchestra, fu chiesto di assumere la direzione del festival, ma entro un mese dalla nomina subì un grave infarto e fu costretto a ritirarsi.  Il 26enne ex studente del Trinity College Brian Dickie ha assunto la direzione del Festival. Emerse una nuova era di canto eccezionale, con le prime opere in russo e ceco oltre a una nuova enfasi sul repertorio francese rappresentato da Lakmé di Delibes nel 1970 e I pescatori di perle di Bizet nel 1971.

### Thomson Smillie, dal 1974 al 1978
Dickie fu convinto a tornare a Glyndebourne, ma il suo successore nel 1974 fu Thomson Smillie che proveniva dalla Scottish Opera. Ha mantenuto il formato di tre opere. Molto trascurate durante questo periodo, le opere di Massenet divennero rapidamente le sue preferite, e Smillie mise in scena Thaïs nella sua prima stagione, iniziando una serie di opere del compositore che includeva la rara Sapho prodotta nel 2001.
Nel 1976, Il giro di vite di Britten fu presentato insieme a una rarità nel pezzo unico di Cimarosa Il maestro di cappella. Altre rare opere italiane del Settecento furono presentate nel 1979 e negli anni successivi.

### Adrian Slack, dal 1979 al 1981
Adrian Slack si è concentrato principalmente sull'opera italiana. C'erano alcune eccezioni come Orlando di Händel, Of Mice and Men di Floyd e Zaide di Mozart. La vestale di Spontini è stata memorabile per l'incidente che ha coinvolto l'intera compagnia scivolando su un palco ripido e ben rifinito, come descritto da Bernard Levin.

### Elaine Padmore, dal 1982 al 1994
Elaine Padmore era stata una produttrice d'opera della BBC e aveva supervisionato le trasmissioni delle produzioni per BBC Radio 3 e, durante il suo mandato come direttore artistico, un ampio spettro di musica e cantanti con molte produzioni straordinarie ha fatto apparizioni a Wexford. Sergei Leiferkus è stato presentato al pubblico al di fuori della Russia insieme a molti altri nuovi arrivati come il soprano drammatico americano Alessandra Marc durante la sua epoca. Altre produzioni eccezionali includevano le due produzioni dell'esordiente Francesca Zambello, la prima de L'assedio di Calais di Donizetti nel 1991 e Gli stivaletti di Čajkovskij nel 1993.
Una nuova idea introdotta da Padmore nel 1982 è stata la "Operatic Scenes", la presentazione di brani tratti da opere. Ciò ha fornito un'alternativa a basso costo per i membri del pubblico più giovane, oltre a offrire più lavoro al coro, e l'idea si è rivelata molto efficace.
The Rose of Castile di Michael William Balfe, diretto da Nicolette Molnár e disegnato da John Lloyd Davies, è stato ripreso in una produzione professionale all'inizio del 1991 per commemorare il 40º anniversario del festival.

### Luigi Ferrari, dal 1995 al 2004
Nel 1995 a Padmore succede come direttore artistico Luigi Ferrari, allora direttore del Rossini Opera Festival di Pesaro e successivamente direttore del Teatro Comunale di Bologna. Naturalmente, ha sviluppato il proprio stile enfatizzando opere italiane e tardo romantiche come L'étoile du nord di Meyerbeer nel 1996.
Nel 1994 è stata avviata una serie quadriennale di registrazioni commerciali del festival, oltre alle trasmissioni di Raidió Teilifís Éireann dal festival. Molte stagioni sono state trasmesse anche da BBC Radio 3. Nel 2001, il cinquantesimo festival è stato un evento speciale segnato dall'introduzione dei sopratitoli.

### David Agler, dal 2005 al 2019
David Agler è diventato direttore artistico e ha programmato le stagioni 2005 e successive. È un direttore d'orchestra americano, in precedenza direttore musicale alla Vancouver Opera e direttore residente alla San Francisco Opera.
Un'innovazione, che fa seguito all'idea originale di "Opera Scenes", è stata il concetto di "mini opera", che presenta le opere più tradizionali in versioni condensate, è stato sviluppato con successo.

## Espansione
Con una mossa coraggiosa, la sede del festival da così tanti anni, il Theatre Royal, è stata demolita e sostituita dalla National Opera House sullo stesso sito. La prima opera nel nuovo edificio è stata inaugurata il 16 ottobre 2008. Wexford Opera House offre al festival una sede moderna con un aumento del 35% della capacità creando l'O'Reilly Theatre da 771 posti e un secondo Jerome Hynes Theatre altamente flessibile, con una capienza fino a 176 posti a sedere. L'architetto era Keith Williams Architects con l'Office of Public Works; l'acustica e la struttura sono state progettate da Arup.
Nel 2006, a causa della chiusura del Theatre Royal, si è svolto un festival ridotto nella Dún Mhuire Hall sulla South Main Street di Wexford. Solo due opere sono state messe in scena in un periodo di due settimane, invece delle solite tre opere in tre settimane. Nel 2007, il festival si è svolto in estate in un teatro temporaneo nel parco del Johnstown Castle, una dimora signorile a circa 5 km dal centro della città.
La National Opera House è stata ufficialmente inaugurata il 5 settembre 2008 con una cerimonia con il Taoiseach Brian Cowen, seguita da una trasmissione in diretta di The Late Late Show di RTÉ dall'O'Reilly Theatre.